# Tachograaf (wegvervoer)

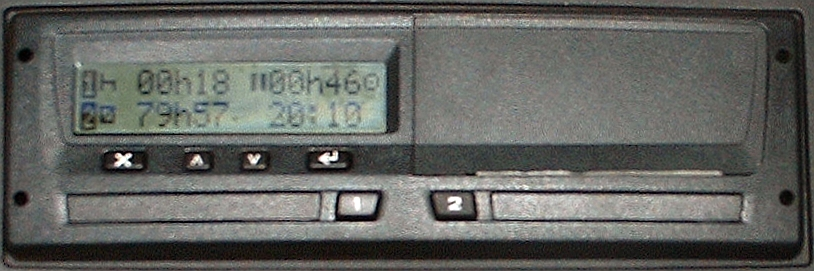
Digitale tachograaf

Een tachograaf (uit het Oudgrieks: ταχύς, tachys = snel en γράφειν, graphein = schrijven) is niet alleen een instrument dat de rijtijd en rijsnelheid van een vrachtauto of bus registreert, maar ook in de beroepsmatige binnenvaart gebruikt wordt voor de controle van de vaartijden.
Volgens de Europese verordening (EG) nr. 561/2006 moeten voertuigen die vanaf 1 juni 2006 in het verkeer werden gebracht met een digitale tachograaf uitgerust zijn. 
In Nederland werd de tachograaf in 1974 ingevoerd door staatssecretaris Michel van Hulten en controleert de Inspectie Verkeer en Waterstaat en de politie de naleving van het rijtijdenbesluit. In België zijn de Directie Controle van het Directoraat-generaal Vervoer te Land van de Federale Overheidsdienst Mobiliteit en Vervoer, de Directie Toezicht op de Sociale Wetten (TSW) van de Federale Overheidsdienst Werkgelegenheid, Arbeid en Sociaal Overleg alsmede de federale en lokale politie daarvoor verantwoordelijk.

## Typen
Er zijn twee typen tachografen, de analoge die gebruik maakte van een tachograafschijf en de sinds 2006 verplichte digitale tachograaf welke gebruik maakt van een bestuurderskaart. Een tachograaf wordt aangesloten op de aandrijving van het voertuig (meestal de versnellingsbak).
Er zijn diverse tachograafuitvoeringen, zoals:
- voor een of twee bestuurders;
- digitaal of analoog;
- verschillend soorten meetbereik (0 tot 100, 125 of 180 km/h).

In sommige landen is het verplicht een tachograaf te gebruiken met:
- brandstofverbruik
- toerentalregistratie

## Inbouw
Een tachograaf mag alleen worden ingebouwd door een erkend installateur. Na de installatie moet de tachograaf worden verzegeld en komt er een installatieplaatje op. Elke twee jaar moet een tachograaf worden geijkt en gecontroleerd. In de praktijk gebeurt het met de periodieke autokeuring.

### Installatieplaatje
Op het installatieplaatje moeten de volgende gegevens staan:
- de naam, adres en het verzegelingsnummer van de installateur;
- de datum van de installatie van de tachograaf;
- het kenteken van het voertuig, alleen bij analogetachograaf in combinatie met handgeschreven installatiesticker;
- het serienummer van de tachograaf;
- het chassis- of voertuigidentificatienummer (VIN);
- bij externe GNSS antenne en/of DSSC module de betreffende serienummers;
- het impulsgetal; gemeten waarde W en ingestelde waarde K. De K waarde wordt zo dicht mogelijk bij de W waarde ingesteld. Voor de digitale tachograaf zijn deze waarden gelijk. Bij de analoge tachograaf zitten daar kleine verschillen, als gevolg van beperkte instel mogelijkheden.
- de bandenmaat;
- bij digitale tachograaf het serienummer van de bij de verzegeling gebruikte zegels.
- Ladingtype: goederen/personen (smart tachograaf versie 2)

### Typeplaatje
De fabriek waar de tachograaf is gemaakt moet een typeplaatje aanbrengen. Op dit typeplaatje staat belangrijke informatie voor de installateur en fabrikant. Ook staat er op dit plaatje een E-nummer, dit heeft de chauffeur nodig om te bepalen welk type tachograafschijf/printerpapier geschikt is voor de tachograaf.

### Verzegeling
Op alle plaatsen waarop de registratie van een tachograaf beïnvloed kan worden (fraude gepleegd) is deze verzegeld. De bekendste verzegelingspunten zijn:
- tussen de aandrijfkabel en de versnellingsbak en alle onderbreekbare punten daartussen;
- tussen de aandrijfkabel en de tachograaf en alle onderbreekbare punten daartussen;
- Voor de digitale tachograaf geldt dat de elektrische bedrading tussen de gever (KITAS) en de tachograaf niet uitwendig verzegeld hoeft te worden. Dit gebeurt digitaal, doordat elke onderbreking van de bedrading als fout wordt opgeslagen in de tachograaf. Deze fouten worden gezien als manipulatie. Daarom moet na een onderbreking in de bedrading tussen de KITAS en de tachograaf een controle en ijking plaatsvinden door een erkende installateur. Dit geldt ook voor een spanningsonderbreking van meer dan vijf minuten. Na vijf minuten spanningsonderbreking wordt automatisch een onderbreking tussen de KITAS en tachograaf geregistreerd. (zie ook reparatie verklaring)
- de binnenkant van de tachograaf
- De buitenzijde van de tachograaf
- voor de verzegeling van alle onderbreekbare punten tot en met de KITAS moeten bij de digitale tachograaf speciale goedgekeurde en geregistreerde zegels worden gebruikt.

## Digitale tachograaf
De digitale tachograaf (Digitach) is sinds 1 mei 2006 verplicht in alle EU-lidstaten. Deze is ingevoerd ter verbetering van de arbeidsomstandigheden van de bus- en vrachtwagenchauffeurs doordat de rij- en rusttijdenregistratie inzichtelijker en minder fraudegevoelig is. Door de EU-brede invoering ontstond ook een harmonisatie van de handhaving.
De digitale tachograaf maakt geen gebruik meer van een tachograafschijf maar gebruikt zijn interne geheugen en een bestuurderspas. Op het interne geheugen slaat hij alle gegevens op van de laatste 365 dagen van het voertuig. De gegevens welke op de bestuurderspas worden opgeslagen, moeten elke 21 dagen worden gedownload.
De chauffeur heeft meer werk te doen door de digitale tachograaf. Dit komt doordat de chauffeur bij een stop de tachograaf vanwege de registratie handmatig op een andere functie (bijvoorbeeld rusten of lossen) moet zetten.
Als een chauffeur op zowel een vrachtwagen met analoge als een vrachtwagen met digitale tachograaf rijdt, dan moet hij na de rit met de digitale tachograaf een bonnetje uitprinten, waarop de rij- en rusttijden en de handtekening van de chauffeur staan. Dit om later de rij- en rusttijden te kunnen verantwoorden. De chauffeur moet alle gegevens over rij- en rusttijden over de voorgaande 28 dagen bij zich dragen. Deze gegevens dienen bij een controle getoond te kunnen worden.

### Invoering
De invoering van de digitale tachograaf stond gepland voor 5 augustus 2005. Op 27 juni 2005 vroeg de Transportraad van de Europese Commissie om de invoering uit te stellen tot 1 januari 2006. Het Europees Parlement had eveneens op uitstel aangedrongen. De Raad van Ministers van Vervoer deelde echter mede dat 5 augustus 2005 bleef staan als begindatum voor de introductie en het effectief gebruik van de digitale tachograaf in de 25 lidstaten van de Europese Unie. Er werd wel een overgangsperiode voorzien tot eind december 2006.
De digitale tachograaf is sinds 1 mei 2006 verplicht voor vrachtwagens met aanhangwagens waarvan het eigen gewicht vermeerderd met het laadvermogen meer dan 3500 kilo bedraagt. Voor autobussen geldt deze verplichting als deze meer dan acht personen (exclusief de bestuurder) kunnen vervoeren.
Sinds 5 augustus 2005 moeten de in België nieuw ingeschreven voertuigen uitgerust zijn met de digitale tachograaf. Een uitzondering wordt gemaakt voor bestelbusjes van kleine ondernemers als hoveniers, aannemers, loodgieters en markthandelaren. In Nederland geldt een uitzonderingspositie voor bestelauto's.

#### Tweede generatie digitale tachograaf vanaf 15 juni 2019
Bedrijfswagens en bedrijfswagens met aanhangwagens waarvan het eigen gewicht vermeerderd met het laadvermogen meer dan 3500 kg bedraagt en bussen voor het vervoer van meer dan 8 personen (exclusief de bestuurder), met een eerste toelating na 14 juni 2019 moeten zijn voorzien van een digitale smart tachograaf. Hierbij vindt plaatsbepaling via Global Navigation Satellite System (GNSS) plaats en deze kan op afstand worden uitgelezen via Dedicated short-range communications (DSRC).
Na 20 augustus 2023 wordt de tweede versie van de smart tachograaf verplicht voor nieuwe voertuigen. Uiterlijk 31 december 2024 moeten voertuigen in gebruik voor internationaal vervoer, die nog voorzien zijn van een analoge tachograaf, of een digitale tachograaf van de eerste generatie, voorzien zijn van een smart tachograaf van de tweede versie. Uiterlijk 18 augustus 2025 moeten alle smart tachografen van de eerste versie zijn vervangen door een smart tachograaf van de tweede versie, indien het voertuig wordt ingezet voor internationaal transport.
Nieuwe functies smart tachograaf tweede versie zijn onder andere:  
- Detectie en vastleggen van grensoverschrijding
- Vastleggen GNNS positie bij laden en lossen.
- Opslag van rij- en rusttijden op de bestuurderskaart gaat van 28 naar 56 dagen.
- Vastleggen van het soort vervoer (personen/goederen).
- Interne bewegingssensor in de voertuigunit.
- Automatische registratie van begin en eindlocatie.

Voor in Duitsland geregistreerde bedrijfswagens geldt een tachograafplicht vanaf 2800 kg.
Naar verwachting vanaf 1 juli 2026 geldt een tachograafplicht voor alle bedrijfsvoertuigen vanaf 2500 kg die worden ingezet voor internationaal vervoer of bij cabotage. Deze moeten per die datum zijn voorzien van de tweede versie van de smart tachograaf.

### Passen
De digitale tachograaf maakt gebruikt van passen. Deze zijn voorzien van een chip en zijn zo groot als een bankpas. Er zijn vier typen:
- Bestuurderskaart
- Bedrijfskaart
- Werkplaatskaart
- Controlekaart

## Defecte tachograaf
Er moet door zowel de bestuurder als de eigenaar van het voertuig worden gecontroleerd of de tachograaf nog wel goed werkt. Indien een tachograaf defect is moet deze binnen zeven dagen door een erkend installateur worden vervangen of gerepareerd. Omdat een defecte tachograaf niet de verplichte tijdregistratie doet, moet een bestuurder van een voertuig met een defecte tachograaf de achterzijde van een tachograafschijf invullen.
Bij een digitale tachograaf vindt deze registratie plaats op de achterzijde van het printerpapier, hiervoor wordt het rolletje uit de printerlade gehaald, of een reserve rolletje gebruikt.

### Reparatieverklaring
Bij een reparatie kan het nodig zijn dat een verzegeling wordt verbroken. Vanaf dat moment dient een reparatieverklaring in de auto aanwezig te zijn. Op deze verklaring moet vermeld staan:
- de datum van het verbreken van de verzegeling;
- de reden van het verbreken van de verzegeling;
- de naam, functie en handtekening van de persoon die de verzegeling verbroken heeft.

Een reparatieverklaring is maximaal zeven dagen geldig, binnen die periode moet een controle en ijking plaatsvinden.

### Vrijstellingen
In Nederland moeten bestuurders van een bedrijfswagen met een GVW (Gross Vehicle Weight) hoger dan 3500 kg zich houden aan het rijtijdenbesluit. Deze verplichting geldt ook voor lichte bedrijfswagens (B-rijbewijs) met een aanhangwagen die gezamenlijk een GCW (Gross Combination Weight) hebben van meer dan 3500 kg. In principe moeten zij dus gebruik maken van een tachograaf en de bijhorende bestuurderspas. 
In 2015 is de wetgeving veranderd:
Bedrijfswagens met een GVW of GCW tot 7500 kg komen in aanmerking voor vrijstelling mits aan de volgende voorwaarden wordt voldaan:
- De bestuurder kan aantonen dat hij/zij niet meer dan 12 uur per week met het voertuig of combinatie heeft gereden.
- De bestuurder binnen een straal van 100 km (mag grensoverschrijdend) van de vestiging blijft.
- De bestuurder alleen eigen materialen vervoert.

Bij controle moet de bestuurder te allen tijde een rittenadministratie kunnen overleggen. Deze administratie is dan vormvrij zoals bijvoorbeeld werkbonnen.